# گیلهمی لمی
گیلهمی لمی (پرتغالی برزیلی: Guilherme Leme؛ زادهٔ ۲۹ سپتامبر ۱۹۶۱) یک هنرپیشه اهل برزیل است.
از فیلم‌هایی که وی در آن‌ها نقش داشته است، می‌توان به پیمان ددمنشانه: قتل دانیلا پریس اشاره نمود.